# Ichtyol
Ichtyol (CAS-nr 8029-68-3) är en i vatten olöslig svartbrun olja (rå ichtyololja), som bland annat utvinns genom torrdestillation av bitumösa skiffrar med fossila fiskrester, förekommande i bland annat Seefeld in Tirol i Tyrolen. Den klassas kemiskt som en sulfonerad skifferolja och  innehåller cirka 10 % organiskt bundet svavel.
Genom behandling med koncentrerad svavelsyra bildas ichtyolsulfonsyra. Denna bildar utgångsmaterial för många ichtyolpreparat som kan användas till behandling av hudsjukdomar, såsom akne, eksem och psoriasis. Farmakologiskt tillskrivs den antiinflammatoriska, bakteriedödande och svampdödande egenskaper.